# De'Teri Mayes
| De'Teri Mayes                                             | De'Teri Mayes                                    |
| --------------------------------------------------------- | ------------------------------------------------ |
| De'Teri Mayes bei der Meisterschaftsfeier 2007 in Gmunden |                                                  |
| Persönliche Daten                                         |                                                  |
| Geburtsdatum:                                             | 5. August 1974 (50 Jahre)                        |
| Größe:                                                    | 1,89 m                                           |
| Position:                                                 | Shooting Guard                                   |
| Nationalität:                                             | Österreich ( Vereinigte Staaten)                 |
| Gewonnene Titel                                           |                                                  |
| Meister:                                                  | 2005, 2006, 2007, 2010                           |
| Cup:                                                      | 2003, 2004 +MVP, 2008 +MVP                       |
| Supercup:                                                 | 2004, 2005 +MVP, 2006 + player of the game, 2007 |
| Persönliche Auszeichnungen                                |                                                  |
| Saison-MVP                                                | 02/03, 03/04, 05/06, 06/07, 09/10                |
| Finals-MVP                                                | 06/07, 09/10                                     |
| All Star Games                                            | 2001, 2003–2006                                  |
| Europacup- u. EM-Teilnahmen                               |                                                  |
| ULEB Cup:                                                 | 2007/08 (5S-7N)                                  |
| FIBA EuroCup:                                             | 2005/06 (0S-6N)                                  |
| EM-Qualifikation                                          | 2005 (Division B) (5S-3N)                        |

De'Teri Jabbar Mayes (* 5. August 1974) ist ein ehemaliger US-amerikanisch-österreichischer Basketballspieler. Mit seinen 1,89 m spielte er auf der Position des Shooting Guards.

## Leben
Bevor er nach Österreich kam, spielte er zuerst am Wallace State Community College, wechselte dann aber nach zwei Saisons zur Murray State University. In seinem letzten Jahr in den Vereinigten Staaten erzielte er im Schnitt 21,5 Punkte pro Spiel. 2019 wurde Mayes in die Ruhmeshalle des Hochschulsports an der Murray State University aufgenommen.
Von 1999 bis 2011 stand der „DT“ genannte US-Amerikaner bei den Swans Gmunden in der Bundesliga unter Vertrag. In den Spielzeiten 02/03, 03/04, 05/06, 06/07 sowie 09/10 wurde er zum wichtigsten Spieler (Most Valuable Player) der österreichischen Basketball-Bundesliga gewählt. Dazu kamen noch 2006/07 und 2009/10 die MVP-Titel der Finalserie. Nachdem der Vertrag für die Saison 2011/12 in Gmunden nicht verlängert worden war, weil die sportliche Leitung auf jüngere Spieler setzen wollte, wechselte er zu den Kapfenberg Bulls. Mayes entschied sich gegen das Angebot Gmundens, fortan als Co-Trainer zu arbeiten. In Kapfenberg erhielt er als Spieler einen Zwei-Jahres-Vertrag. 2013 beendete er seine Laufbahn, in der er in insgesamt 543 Ligaspielen zum Einsatz gekommen war. Als Auszeichnung für seine Leistungen entschieden die Swans Gmunden, die von Mayes getragene Rückennummer 13 nicht mehr zu vergeben.

## Nationalmannschaft
Der gebürtige US-Amerikaner spielte bei der EM-Qualifikation 2005 (Division B) in der österreichischen Nationalmannschaft. Mit 18,9 Punkten war er vor Bernd Volcic (13,5 P.) bester Korbschütze der Auswahl. Seine Wurfquote aus dem Feld betrug 61 %, von 35 Freiwürfen verwandelte er 30 (86 %). Im Rückrundenspiel gegen Albanien erreichte er seine Bestleistung mit 30 erzielten Punkten. Nachdem der erste Platz in der Gruppe C erreicht wurde, musste Österreich in der Relegation um den Aufstieg in die Division A gegen Mazedonien zwei Niederlagen einstecken.
| Bewerb                             | Spiele | Min./Sp. | Punkte | P./Sp. | Reb./Sp. | Ass./Sp. |
| ---------------------------------- | ------ | -------- | ------ | ------ | -------- | -------- |
| EM-Qualifikation 2005 (Division B) | 8      | 30.8     | 151    | 18.9   | 2.6      | 1.3      |

## Vereine
| Saison              | Jahre | Verein                          | Land               |
| ------------------- | ----- | ------------------------------- | ------------------ |
| 1994/95 – 1995/96   | 2     | Wallace State Community College | Vereinigte Staaten |
| 1996/97 – 1997/98   | 2     | Murray State University         | Vereinigte Staaten |
| 1999/2000–2010/2011 | 12    | Allianz Swans Gmunden           | Österreich         |
| 2011/2012–2012/2013 | 2     | Kapfenberg Bulls                | Österreich         |